# Parasemia caucasica
Parasemia caucasica är en fjärilsart som beskrevs av Ménétriés 1832. Parasemia caucasica ingår i släktet Parasemia och familjen björnspinnare. Inga underarter finns listade i Catalogue of Life.